# Hydractinia yerii
Hydractinia yerii is een hydroïdpoliep uit de familie Hydractiniidae. De poliep komt uit het geslacht Hydractinia. Hydractinia yerii werd in 1934 voor het eerst wetenschappelijk beschreven door Iwasa. 